# Cleburne (Teksas)
Cleburne je grad u američkoj saveznoj državi Teksas. Prema popisu stanovništva iz 2010. u njemu je živjelo 29.337 stanovnika.